# Issues
Issues er det fjerde album fra nu metal-bandet Korn som blev udgivet d. 16. november 1999. Albummet indeholder fire forskellige cd-covere tegnet af fans der deltog i MTV-konkurrencen om at lave det bedste cover. Vinderen blev Alfredo Carlos som tegnede en bamse der blev albumcoveret.
Den første single "Falling Away from Me" blev brugt i TV-showet South Park i en episode med titlen Korn's Groovy Pirate Ghost Mystery. Bandet var med i tegnefilmen i form af Scooby-Doo mysterieløser.
Albummet indeholder fem små mellemspil mellem spor 1, 4, 7, 9 og 14 så sangene nærmest musikalsk hænger sammen. Issues er også det første album hvor der ikke er nogen skjulte spor på kun en statisk udtoning ved enden af albummet.
Mange fans mener at albummet er en af Korns bedste og allerede en måned efter udgivelsen havde den fået tildelt tre platin. Albummets genre tog også en ændring fra nu metal til alternativ metal. Bandet udtaler selv at grunden til det er at de ikke vil være en del af den populære mode og heller ville lave deres egne ting. Der er ingen hip-hop eller nu metal elementer på albummet.
Specieludgaven Issues kommer med en bonus EP med titlen All Mixed Up hvilket også er muligt at få separat.

## Spor

### Disk 1
1. "Dead" – 1:12
2. "Falling Away from Me" – 4:30
3. "Trash" – 3:27
4. "4 U" – 1:42
5. "Beg For Me" – 3:53
6. "Make Me Bad" – 3:55
7. "It's Gonna Go Away" – 1:30
8. "Wake Up" – 4:07
9. "Am I Going Crazy" – 0:59 (Lyder ens hvis den bliver spillet bagfra)
10. "Hey Daddy" – 3:44
11. "Somebody Someone" – 3:47
12. "No Way" – 4:08
13. "Let's Get This Party Started" – 3:41
14. "Wish You Could Be Me" – 1:07
15. "Counting" – 3:37
16. "Dirty" – 7:50

### Disk 2 (All Mixed Up, kun speciel version)
1. "A.D.I.D.A.S." (Radio Mix)
2. "Good God" (Dub Pistols mix)
3. "Got the Life" (Josh Abraham Remix)
4. "Twist" / "Chi" (Live)
5. "Jingle Balls"

## Musikere
- Reginald "Fieldy" Arvizu – Bas, programmering
- Jonathan Davis – Vokal, sækkepipe ("Dead"), Trommer ("Dead", Trash", "4 U", "It's Gonna Go Away", "Am I Going Crazy", "Wish You Could Be Me", "Dirty"), programmering
- James "Munky" Shaffer – Guitar
- David Silveria – Trommer
- Brian "Head" Welch – Guitar